# 西ヶ原みんなの公園
西ヶ原みんなの公園(にしがはらみんなのこうえん)は、東京都北区西ケ原にある区立公園である。芝生広場や、児童遊具などが整えられている。

## 歴史
元々当地は東京外国語大学西ケ原キャンパスであった。東京外国語大学は前身の東京外事専門学校時代の1944年に当時の麹町区から当地へ引っ越してきた。1949年に新制大学となり、以後2000年に東京都府中市に転出するまで、多くの学生が当地で学んでいた。
防災上の観点から当地は主に公園にすることが決まり、災害時には災害対策ができるように各種防災設備が整った公園として整備されることになり、2010年に「西ヶ原みんなの公園」という芝生の広場が主体の公園に生まれ変わった。なお大学の跡地には老人ホームや住宅なども並んでいる。

## 主な施設
- 芝生の広場
- じゃぶじゃぶ池
- 児童遊具
- ビオトープ池
- 防火林帯
- 雑木林と土の広場

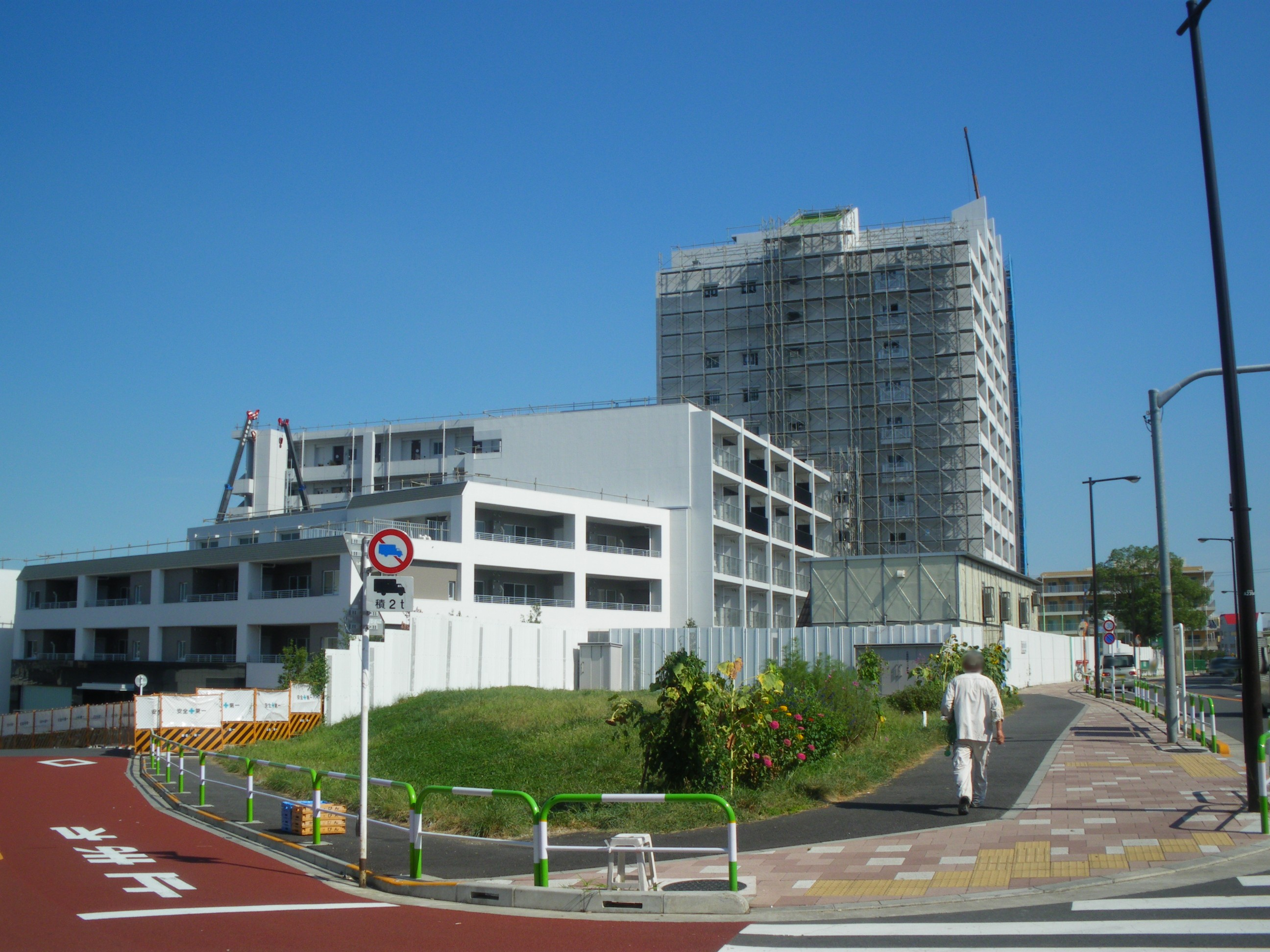
都電西ヶ原四丁目電停方向から、整備中の公園敷地

- 三井不動産 パークキューブ西ヶ原ステージ (旧アルティス西ヶ原パークヒルズ) (公園に隣接)
- 社会福祉法人 晴山会 老人ホーム飛鳥晴山苑 (公園に隣接)

災害時は多くの人が避難できるように園内には災害用トイレ・防災バーゴラ・かまどベンチ・防災井戸・耐震貯水槽なども備えている。

## アクセスなど
- 都電荒川線西ヶ原四丁目停留場より徒歩6分
- 公園は常時開園。入園無料。